# Леоні Ханне
Леоні Ханне (нім. Leonie Hanne, нар. 31 липня 1988 р.) — німецька фешн-інфлюенсерка, блогерка та модель.

## Біографія
Ханне народилася і виросла в Гамбурзі, Німеччина. Ханне має ступінь у сфері бізнесу, моди та текстильного управління з Гамбурзької школи бізнес-адміністрування (англ. HSBA Hamburg School of Business Administration). Ханне працювала стратегічною консультанткою для німецького інтернет-трейлера Otto GmbH, яка займається управлінням ланцюгом постачання в Гонконзі. Ханне завершила роботу в корпоративному секторі в 2014 році, щоб запустити свій блог, Ohh Couture. Працюючи з фотографом Олександром Галієвським, вона співпрацювала з модними брендами, включаючи Tommy Hilfiger, Dior, Cartier, BVLGARI та Tory Burch. Ханне брала участь у глобальних кампаніях для Louis Vuitton, La Mer, Pandora, and Tommy Hilfiger та мала партнерство з Fendi, Swarovski, Givenchy, Chloé, Net-A-Porter, H&M, and Sarenza.
Ханне представляє агентство Storm Management і брала участь у показах Rebecca Minkoff під час тижня моди у Нью-Йорку. Вона була представлена на обкладинці MINE, ARCADIA, Velvet, Gala Styke, L'Officiel Arabia, та Cosmopolitan Germany.

## Активізм
Під час повномасштабного російського вторгнення в Україну, яке є частиною російсько-української війни блогерка опублікувала багато сторіз і три пости присвячених Україні, в яких озвучила свою підтримку всім мешканцям країни.
«Наші серця та думки з вами. Алекс та його сім'я з України, вони приїхали до Німеччини, коли він був ще дитиною. Проте Україна — дім його сім'ї, тому я з ним, його сім'єю, їхніми друзями, усіма чудовими людьми з України, яких я зустріла, і всіма, хто там… Я навіть не можу уявити, який біль ви переживаєте, і я хочу, щоб мир та війна припинилися. […]»
Потім Леоні Ханне одягнулася у кольори українського прапора на один із показів тижня моди в Мілані та зазначила, що не пам'ятає, коли востаннє почувалася такою безпорадною та сумною. Також блогерка закликала надсилати пожертвування до різних фондів для підтримки України.